# Crenigomphus abyssinicus
Crenigomphus abyssinicus là một loài chuồn chuồn ngô thuộc họ Gomphidae. Nó là loài đặc hữu của Ethiopia. Môi trường sống tự nhiên của nó là các con sông. Nó bị đe dọa do mất môi trường sống.